# Селеукидско царство
Селеукидско царство је једно од три велика хеленистичка царства створена после смрти Александра Македонског. Оснивач династије Селеукида био Селеук I Никатор, први у низу тридесет краљева који су владали од 323. до 60. п. н. е. Селеукидско царство је великим делом било на подручју које је пре тога заузимало Персијско царство. На врхунцу територијалне распрострањености, царство је захватало Малу Азију, Левант, Персију, делове средње Азије (данашњи Туркменистан и Памир) и долину реке Инд.
Након што је 321. пне добио месопотамске области Вавилон и Асирију, Селеук I је почео да шири своје доминације да би укључио блискоисточне територије које обухватају данашњи Ирак, Иран, Авганистан, Сирију, Либан, који су сви били под контролом Македоније након пада бившег персијског Ахеменидског царства. На врхунцу Селеукидског царства, оно се састојало од територије која је покривала Анадолију, Персију, Левант, Месопотамију и оно што је сада модерни Кувајт, Авганистан и делове Туркменистана.
Селеукидско царство је било главни центар хеленистичке културе. Грчки обичаји и језик били су привилеговани; широка разноликост локалних традиција је генерално толерисана, док је урбана грчка елита формирала доминантну политичку класу и била је појачана сталном имиграцијом из Грчке. Западне територије царства су више пута биле оспораване од стране Птолемејског Египта — ривалске хеленистичке државе. На истоку, сукоб са индијским владаром Чандрагуптом из царства Маурија 305. пне довео је до уступања огромне територије западно од Инда и политичког савеза.
У раном другом веку пре нове ере, Антиох III Велики је покушао да пројектује моћ и власт Селеукида у хеленистичку Грчку, али је његове покушаје осујетила Римска република и њени грчки савезници. Селеуциди су били приморани да плате скупу ратну одштету и морали су да се одрекну територијалних претензија западно од планина Таурус у јужној Анадолији, што је означило постепени пад њиховог царства. Митридат I из Партије је средином другог века пре нове ере освојио већи део преосталих источних земаља Селеукидског царства, укључујући Асирију и оно што је некада представљало Вавилон, док је независно Грчко-бактријско краљевство наставило да цвета на североистоку. Селеукидски краљеви су након тога сведени на крњу државу у Сирији, све до њиховог освајања од стране Тиграна Великог из Јерменије 83. пне и коначног свргавања од стране римског генерала Помпеја 63. пне.

## Подела царства 323. п. н. е. - 281. п. н. е.
Александар Македонски је заузео Персију и умире млад, остављајући огромно царство без правог наследника. Његови генерали дијадоси ("наследници") водили су неколико ратова за доминацију деловима или целим Александровим царством.
Један од дијадоха Селеук почиње владати Вавилоном и читавим источним подручјима од 312. п. н. е. То се сматра датумом формирања Селеукидског царства. После битке код Ипса 301. п. н. е. и победе над Антигоном, почиње владати источном Анадолијом и северном Сиријом. Ту формира нови град Антиохију. Селеукидско царство постаје највеће после победе Селеука над Лизимахом у бици код Корупедија 281. п. н. е. Долази у посед и западне Анадолије. Желио је да освоји Тракију и Македонију, али Птолемеј Кераун га убија.
Његов син Антиох I Сотер није био толико способан, да би освајао европске делове. Главни непријатељи су му били Антигон II Гоната и Птолемеј II. Поседовао је огромне територије у Азији од Егејског мора до Авганистана са великим бројем народа, па је било нужно водити политику националне равноправности.

## Ширење хеленистичких идеја
Већ до 313. п. н. е. почиње се интензивним ширењем хеленистичких идеја у свим деловима царства. Македонска армија је раширила филозофе, историчаре, официре по великим деловима свог царства. Хеленистичке идеје су започеле експанзију која је трајала 250 година. Шириле су се у подручја блискоисточних, средњоисточних и централно-азијских култура. Гради се стотине нових градова, од којих многи постају трговачка средишта. Многи постојећи градови прихватају хеленистичка учења, религију и политику. Сретање различитих култура је негде допринело благостању и општем и трговачком и просветном напретку. На другим местима избијају побуне.

## Прегломазно царство
Чак и пре Селеукида показало се да је врло тешко управљати једним тако великим царством. Селеук је 304. п. н. е. извршио инвазију Индије, тачније данашњег Панџаба и Пакистана. Тиме је Селеук дошао у сукоб са моћним Маурја царством са краљем Чандагуптом Мауријом. Чандрагупта је скупио армију од 100.000 људи и 9.000 слонова и присилио Селеука на савез. Дао је Селеуку ћерку за жену и најмање 500 слонова и доста војске, што је играло битну улогу у бици код Ипса.
Пре смрти Селеук је изгубио Гедрозију на југоистоку иранске плоче и губи Арахозију на западној обали Инда. Антиох I (владао 281. п. н. е. -261. п. н. е. ) и његов наследник Антиох II (владао 261. п. н. е. -246. п. н. е. ) имали су проблеме на западу. Стално су ратовали са Птолемејем II, а били су суочени и са келтском инвазијом Мале Азије. Проблеми на западу скренули су им пажњу са источних провинција царства. При крају владавине Антиоха II Бактрија и Партија проглашавају независност.

### Грчко-бактријско отцепљење
У Бактрији се 250. п. н. е. формира Грчко-бактријско краљевство. То краљевство је карактеризовано богатом хеленистичком културом. Траје до око 125. п. н. е., када је прегажено од стране северних номада. Један од краљева Грчко-бактријског краљевства Деметрије I Бактријски напада Индију око 180. п. н. е. и формира Грчко-индијско краљевство, које траје до 1. п. н. е.

### Отцепљење Партије
Парћански поглавица Арсак ставља 250. п. н. е. под своју власт парћанску територију и формира Арсакидску династију, што ће касније бити моћно Парћанско царство.

## Пад и успон Селеукидског царства
Крај владавине Антиоха II и владавина његова сина Селеука II (246. п. н. е.-225. п. н. е.) представљају раздобље пада Селеукидског царства. Бактрија и Партија се одвајају. Селеук II је поражен од стране Птолемеја III у Трећем сиријском рату. После тога Селеук II је морао ратовати против свог брата. Изгубио је контролу и у Малој Азији. Гали су се настанили у Галатији. Појављују се полунезависна полухеленистичка краљевства у Битинији, Понту и Кападокији. Пергам исто проглашава независност под Аталидском династијом.
Обнова почиње доласком на власт 223. п. н. е. Антиоха III Великог. У почетку је био неуспешан у Четвртом сиријском рату после пораза од Птолемеја IV у бици код Рафије. Међутим убрзо се Антиох III Велики показује као један од највећих селеукидских владара након Селеука. Успева да побуњене вазале Бактрију и Парт врати у стање послушности. Чак је покушао и освајање Индије.
Када је средио источне провинције, вратио се на запад 205. п. н. е. На западу је ситуација много боља после смрти Птолемеја IV. Антиох III и Филип V Македонски одлучују да поделе Птолемејеве поседе ван Египта. У Петом сиријском рату Селеукиди избацују Птолемеја V из Сирије. У бици код Панија 198. п. н. е. Птолемејиди губе Сирију. Антиох III је тиме повратио бар накратко некадашњи сјај Селеукидског царства.

## Пораз од Рима и поновна дезинтеграција
Његов бивши савезник Филип V Македонски поражен је од Римљана 197. п. н. е., па је Антиох III то видио као велику шансу да освоји Грчку. Картагињански генерал Ханибал га је охрабривао у намери. Направио је савез са Етолским савезом и извршио је инвазију Грчке. Римљани побеђују Антиоха III у бици код Термопила 191. п. н. е. и бици код Магнезије 190. п. н. е. Присиљен је да склопи мировни споразум са Римљанима 188. п. н. е. По одредбама Апамејског мира, Антиох Велики је морао да напусти Европу, преда целу Малу Азију северно од планина Таурус све до Пергама и да плати велику ратну одштету.
Антиох III креће 187. п. н. е. у нову експедицију на исток, да би скупио новаца да плати ратну штету. Ту је и умро.
Његов наследник Селеук IV (187. п. н. е. -175. п. н. е. ) био је заузет покушајима да плати велику ратну штету. После њега на власт долази Антиох IV, који покушава повратити престиж Селеукидског царства. Води успешан поход на Египат. Успева одгурнути египатску армију до Александрије. Међутим под претњом римског емисара одустаје од инвазије Египта. Источне провинције се поново измичу контроли. Парћани почињу чак отимати персијску земљу. Агресивна хеленизација доводи до побуне Јевреја у Јудеји. Антиох IV није могао да се носи са две побуне истовремено. Погинуо је 164. п. н. е. током експедиције против Парћана.

## Грађански рат и даљи распад
После смрти Антиоха IV Селеукидско царство постаје нестабилно. Избијају чести грађански ратови. Антиоха V збацује 161. п. н. е. син Селеука IV, Деметрије I Сотер. Деметрије покушава успоставити власт у Јудеји, али збацује га 150. п. н. е. лажни краљ узурпатор Александар Балас.
Узурпатор Александар Балас влада до 146. п. н. е., када га збацује Деметријев син Деметрије II Никатор. Деметрије II се показује као неспособан да контролише царство. Док је владао поново избија грађански рат са остацима присталица сина узурпатора.
До 143. п. н. е., Јевреји успевају постићи пуну независност. Парт се такође шири. Деметрије II је поражен и заробљен 139. п. н. е. у бици против Парћана. До тада Парт је већ заузео целу Иранску висораван. Антиох VII успева да поврати јединство унутар остатака Селеукидског царства, али Парт је постао прејак. Убијен је у бици 129. п. н. е., која води коначном паду Селеукидског царства. Унутар Селеукидског царства јављају се многи који желе да владају, али у пракси то се претвара у непрекидни грађански рат.

## Колапс Селеукидског царства
Селеукидско царство је постојало и даље, али је до 100. п. н. е. било сведено на Антиохију и неке сиријске градове. Наставили су да постоје јер их још увек нико није желио да апсорбује. Били су корисна тампон-зона између њихових суседа. Када избија рат у Малој Азији између Рима и Митридата VI, Селеукиди су остављени по страни. Међутим унутар њиховог поседа трају стални грађански ратови.
Митридатов син Тигран Велики, краљ Јерменије, осваја Сирију 83. п. н. е. и постаје владар Сирије, скоро окончавајући владавину Селеукида.
Римљани побеђују 69. п. н. е. и Митридата и Тиграна Великог, па Селеукиди обнављају царство под Антиохом XII. Опет избијају унутрашњи сукоби.
Римљани освајају Понт. Кад је Помпеј поразио 63. п. н. е. Митридата, одлучује да створи нови поредак формирајући провинције и вазална краљевства. Јерменија и Јудеја добијају велик степен аутономије под локалним краљевима. Пошто је Селеукидско подручје било немирно и проблематично због сталних свађа ривалских Селеукидских принчева, Помпеј претвара Сирију у римску провинцију.

## Селеукидски владари
- Селеук I Никатор (сатрап 311. п. н. е.–305. п. н. е., краљ 305. п. н. е.–281. п. н. е.)
- Антиох I Сотер (савладар од 291. п. н. е., владао 281. п. н. е.–261. п. н. е.)
- Антиох II Тео (261. п. н. е.–246. п. н. е.)
- Селеук II Калиник (246. п. н. е.–225. п. н. е.)
- Селеук III Кераун (225. п. н. е.–223. п. н. е.)
- Антиох III Велики (223. п. н. е.–187. п. н. е.)
- Селеук IV Филопатор (187. п. н. е.–175. п. н. е.)
- Антиох IV Епифан (175. п. н. е.–164. п. н. е.)
- Антиох V Еупатор (164. п. н. е.–162. п. н. е.)
- Деметрије I Сотер (161. п. н. е.–150. п. н. е.)
- Александар Балас (154. п. н. е.–145. п. н. е.)
- Деметрије II Никатор (прва владавина, 145. п. н. е.–138. п. н. е.)
- Антиох VI Дионис (145. п. н. е.–140. п. н. е.?)
- Диодот Трифон (140. п. н. е.?–138. п. н. е.)
- Антиох VII Сидетски (138. п. н. е.–129. п. н. е.)
- Деметрије II Никатор (друга владавина, 129. п. н. е.–126. п. н. е.)
- Александар II Забин (129. п. н. е.–123. п. н. е.)
- Клеопатра Теа (126. п. н. е.–123. п. н. е.)
- Селеук V Филометор (126. п. н. е./125. п. н. е.)
- Антиох VIII Грип (125. п. н. е.–96. п. н. е.)
- Антиох IX Кизички (114. п. н. е.–96. п. н. е.)
- Селеук VI Епифан (96. п. н. е.–95. п. н. е.)
- Антиох X Евсев (95. п. н. е.–92. п. н. е. или 83. п. н. е.)
- Деметрије III Еукар (95. п. н. е.–87. п. н. е.)
- Антиох XI Епифан (95. п. н. е.–92. п. н. е.)
- Филип I Филиделф (95. п. н. е.–84. п. н. е./83. п. н. е.)
- Антиох XII Дионис (87. п. н. е.–84. п. н. е.)
- (Тигран I Велики) (83. п. н. е.–69. п. н. е.)
- Селеук VII Кибиосакт (?)
- Антиох XIII Азијски (69. п. н. е.–64. п. н. е.)
- Филип II Филоромеј (65. п. н. е.–63. п. н. е.)